# Buzúnia
Buzúnia (em armênio: Բուժունիք; romaniz.: Bužunik’[a]), segundo a Geografia de Ananias de Siracena (século VII), foi um gavar (cantão) da província da Vaspuracânia, no Reino da Armênia. Deve ter recebido seu nome dos bazes, uma das cinco tribos autônomas da Síria que no início da Idade Média tinha seu próprio bispo armênio. Compreendia uma área de 400 quilômetros quadrados. Suren Eremyan o localizou no desfiladeiro do rio Santa Senhora (Surb Tikin) ou Dama Negra (Sev Tikin) ao sul do rio Jerme (atual Botã) e norte do atual distrito de Xataque, mas Nicholas Adontz sugeriu que estava no curso superior do Jerme, do qual Santa Senhora é tributário. Pode ter feito parte do principado de Restúnia da família Restúnio. No século X, Tomás Arzerúnio omite Buzúnia, que deve ter deixado de existir à época e pode ter sido incorporado em algum distrito vizinho, provavelmente Tospitis.